# GR-18. Sendero de la Ribagorza

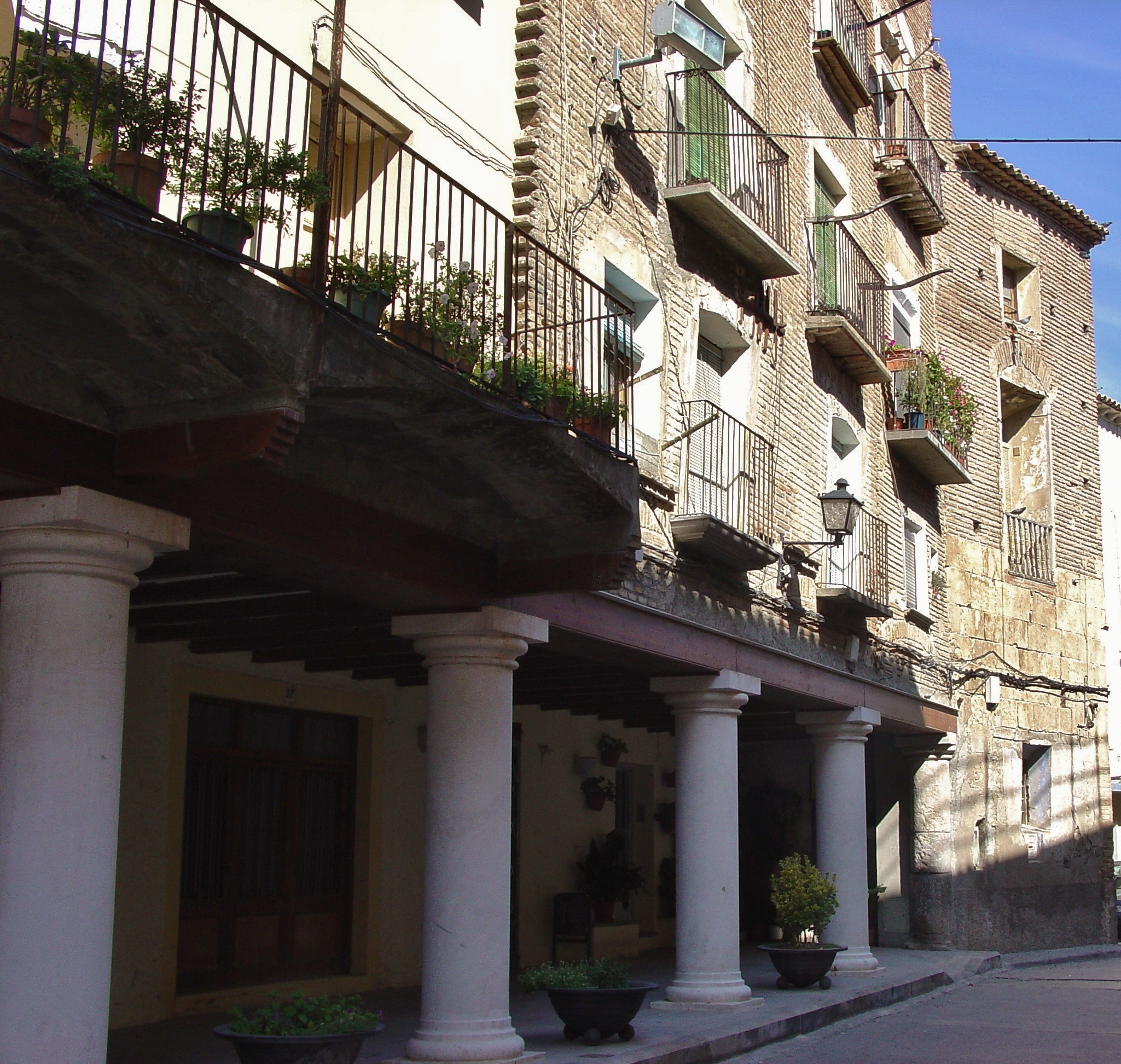
Vista de Fonz, de donde parte el G-18

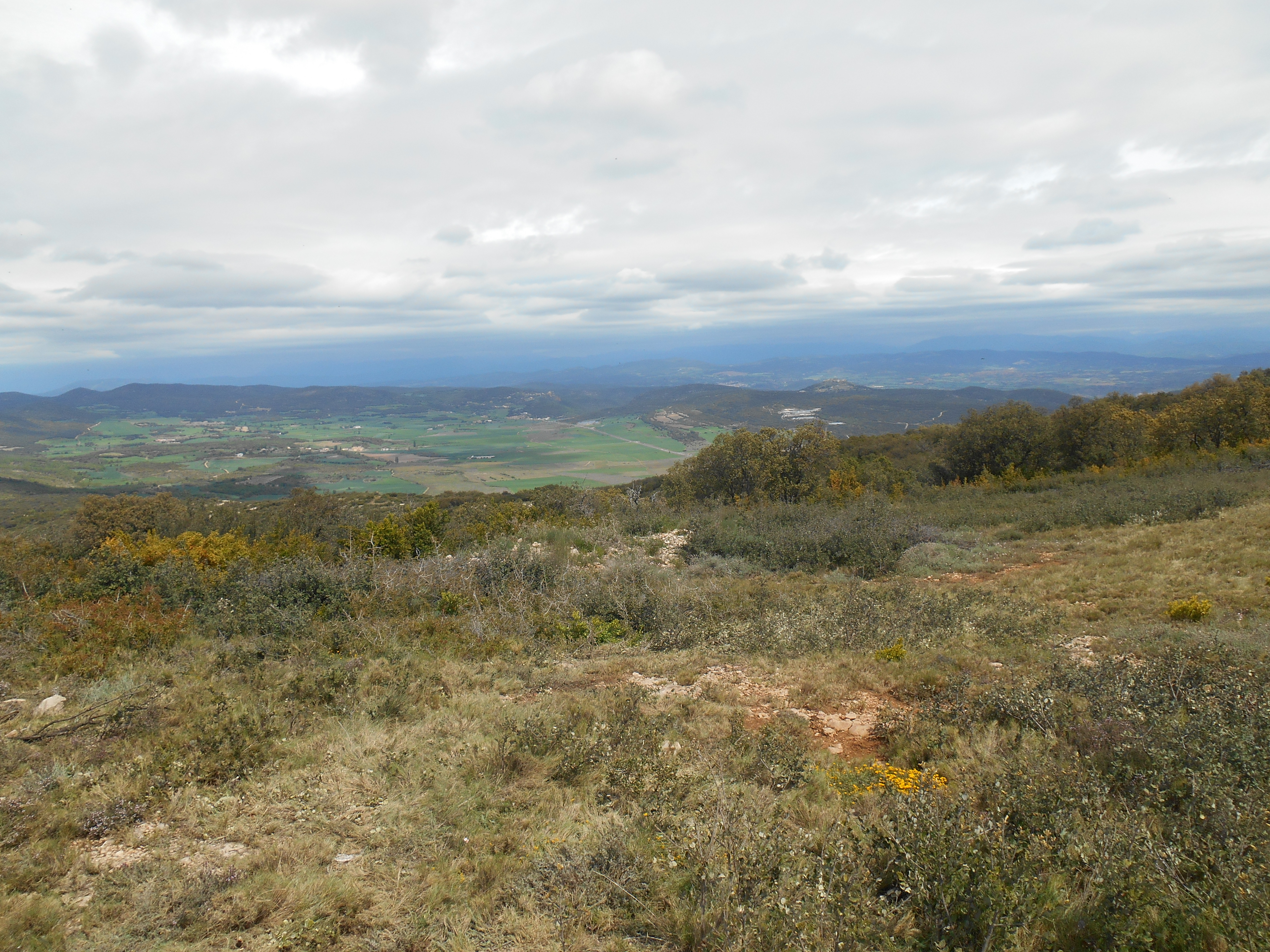
Sierra de la Carrodilla, desde la ermita de San Quilez

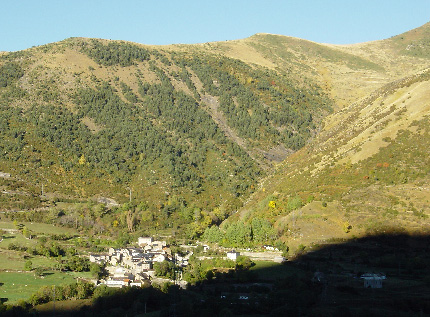
Pueblo de Aneto, donde termina el GR-18, en los Pirineos, en la frontera con Lérida.

El GR-18, también conocido como Sendero de la Ribagorza, es un sendero de gran recorrido que atraviesa la comarca de La Ribagorza de sur a norte, paralelamente y en sentido contrario al GR-17, el sendero Mariano o Vía Pirineos, con el que se cruza en Bonansa, discurriendo primero al este y después al oeste del mismo para acabar confluyendo con él en el pueblo de Aneto.

## Recorrido y variante
El GR-18 recorre unos 138,5 km aproximadamente a lo largo de 7 etapas. Empieza en la localidad de Fonz, en la comarca del Cinca Medio, al este de Barbastro y al norte de Monzón, y se dirige hacia el nordeste, por el mismo camino del GR-23 hasta la Torre de Ejea, donde se separan. El GR-18 va hacia el norte y pronto se encuentra con el GR-45, del que se separa al cruzar la sierra de la Carrodilla (Buñero, 1109 m), dirigiéndose hacia el este hasta las proximidades de Estaña, en la comarca de La Ribagorza, a unos 40 km de la salida, desde donde se dirige definitivamente hacia el norte.
Ya en la primera etapa, antes de llegar a Juseu, en un lugar llamado Campellet, apenas dejar atrás la cima de la Cogulla (1049 m), al este de la sierra de la Carrodilla, surge una variante, el GR-18.1, que llega Benabarre a los 7 km y se dirige hacia el norte de forma paralela y al este del GR-18, para reencontrarse con este después de seis etapas al principio de la última, entre Castanesa y Aneto.

## Itinerario
- Etapa 1. Fonz-Juseu, 24,8 km.[3][4]
- Etapa 2. Juseu-Pilzán, 13,3 km.[5] En otra opción, la etapa acaba en Caladrones y tiene 21,75 km.[6]
- Etapa 3. Pilzán-Tolva, 17,6 km.[7]
- Etapa 4. Tolva-Cajigar, 21,2 km.[8][9] En otra opción, la etapa empieza en Caladrones, se salta la anterior y tiene 31 km de longitud.[9]
- Etapa 5. Cajigar-Bonansa, 27,2 km.[10][11]
- Etapa 6. Bonansa-Castanesa, 11,9 km.[12]
- Etapa 7. Castanesa-Aneto, 22,5 km.[13]

## Variante GR-18.1
- Etapa 1. Cruce GR-18-Benabarre, 7,1 km.[14]
- Etapa 2. Benabarre-Laguarres, 13,9 km.[15]
- Etapa 3. Laguarres-La Puebla de Roda, 22,8 km.[16]
- Etapa 4. La Puebla de Roda-Beranuy, 13 km.[17]
- Etapa 5. Beranuy-Laspaules, 19,9 km.[18]
- Etapa 6. Laspaules-Castanesa-Cruce GR-18, 9,9 km.[19]